# Mohamed Benhamou
Mohamed Benhamou (ar. محمد بن حمو, ur. 17 grudnia 1979 w Paryżu) – algierski piłkarz grający na pozycji bramkarza.

## Kariera klubowa
Benhamou urodził się w Paryżu, w rodzinie pochodzenia algierskiego. Karierę piłkarską rozpoczął w klubie Red Star 93, gdzie grał w sezonie 2000/2001. Następnie został zawodnikiem Paris Saint-Germain. W zespole PSG nie przebił się do podstawowego składu i przez 5 lat przegrywał rywalizację z takimi zawodnikami jak: Jérôme Alonzo i Lionel Letizi. Nie zadebiutował w Ligue 1 i występował jedynie w rezerwach PSG. W 2006 roku odszedł do AS Cannes i przez rok grał w trzeciej lidze francuskiej.
W 2007 roku Benhamou przeszedł z Cannes do algierskiego MC Algier. W stołecznym zespole przez 2 lata był pierwszym bramkarzem, a latem 2009 roku odszedł do MC Oran. W nowym zespole został dublerem dla Hichama Mezaira, także byłego reprezentanta kraju. W styczniu 2011 ponownie zmienił barwy klubowe, zostając piłkarzem ES Sétif. Następnie grał w USM Annaba, a w 2014 trafił do ES Viry-Châtillon. W 2018 odszedł do US Lusitanos Saint-Maur, w którym rok później zakończył karierę.
| Sezon   | Klub                    | Kraj     | Rozgrywki              | Mecze | Bramki |
| ------- | ----------------------- | -------- | ---------------------- | ----- | ------ |
| 2000/01 | Red Star 93             | Francja  | Championnat National   | 0     | 0      |
| 2001/02 | Paris Saint-Germain B   | Francja  | CFA                    | 14    | 0      |
| 2002/03 | Paris Saint-Germain B   | Francja  | CFA                    | 18    | 0      |
| 2003/04 | Paris Saint-Germain B   | Francja  | CFA                    | 18    | 0      |
| 2004/05 | Paris Saint-Germain B   | Francja  | CFA                    | 19    | 0      |
| 2005/06 | Paris Saint-Germain B   | Francja  | CFA                    | 14    | 0      |
| 2006/07 | AS Cannes               | Francja  | Championnat National   | 34    | 0      |
| 2007/08 | MC Algier               | Algieria | Championnat d’Algérie  | 20    | 0      |
| 2008/09 | MC Algier               | Algieria | Championnat d’Algérie  | 23    | 0      |
| 2009/10 | MC Oran                 | Algieria | Championnat d’Algérie  | 7     | 0      |
| 2010/11 | ES Sétif                | Algieria | Championnat d’Algérie  | 11    | 0      |
| 2011/12 | ES Sétif                | Algieria | Championnat d’Algérie  | 13    | 0      |
| 2012/13 | USM Annaba              | Algieria | Championnat National 2 | 26    | 0      |
| 2013/14 | USM Annaba              | Algieria | Championnat National 2 | ?     | 0      |
| 2014/15 | ES Viry-Châtillon       | Francja  | CFA                    | 29    | 0      |
| 2015/16 | ES Viry-Châtillon       | Francja  | CFA                    | 29    | 0      |
| 2016/17 | ES Viry-Châtillon       | Francja  | CFA                    | 27    | 0      |
| 2017/18 | ES Viry-Châtillon       | Francja  | CFA                    | 18    | 0      |
| 2018/19 | US Lusitanos Saint-Maur | Francja  | CFA                    | 1     | 0      |

## Kariera reprezentacyjna
W reprezentacji Algierii Benhamou zadebiutował 28 kwietnia 2004 roku w przegranym 0:1 towarzyskim spotkaniu z Chinami. W tym samym roku został powołany do kadry na Puchar Narodów Afryki 2004, gdzie był rezerwowym dla Lounèsa Gaouaouiego i nie rozegrał żadnego spotkania. Ogółem w kadrze narodowej wystąpił 7 razy.